# Eduard Gavrilov
Eduard Gavrilov (russisk: Эдуа́рд Алекса́ндрович Гаври́лов) (født 28. januar 1934 i Moskva i Sovjetunionen, død 3. april 2000 i Moskva i Rusland) var en sovjetisk filminstruktør og manuskriptforfatter.

## Filmografi
- Kysj i Dvaportfelja (Кыш и Двапортфеля, 1974)[1][2]